# Estação Ferroviária de Fontela

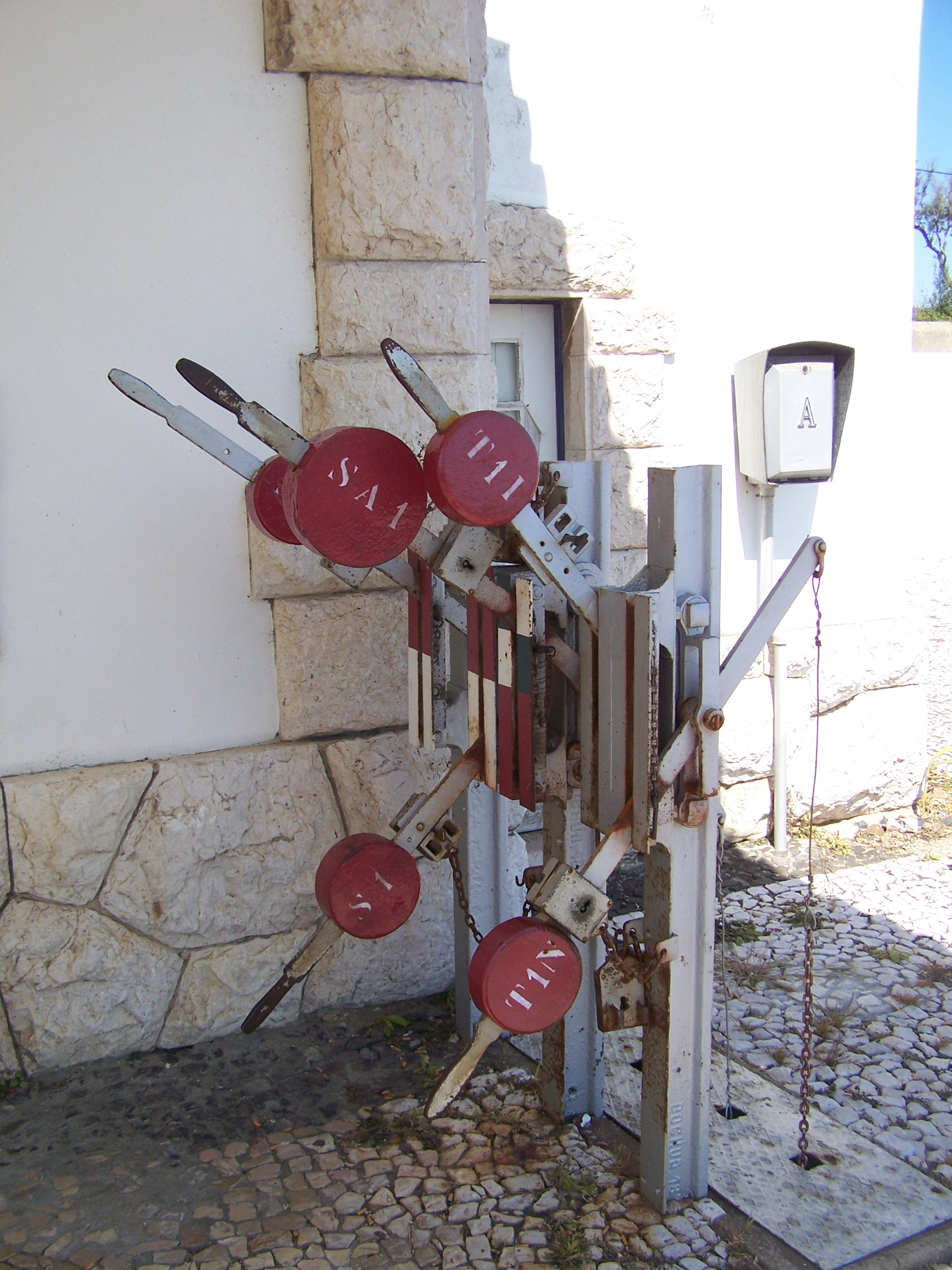
Alavancas de A.M.V.s na Estação de Fontela.

A Estação Ferroviária de Fontela é uma interface da Linha do Oeste, que serve a localidade de Fontela, no concelho de Figueira da Foz, em Portugal.

## Caracterização

### Localização e acessos
Tem acesso pela Rua da Vidreira, junto à localidade de Vila Verde.

### Caracterização física
Em Janeiro de 2011, apresentava duas vias de circulação, ambas com 270 m de comprimento; as plataformas tinham 193 e 160 m de extensão, e 35 e 85 cm de altura. O edifício de passageiros situa-se do lado nordeste da via (lado direito do sentido ascendente, a Figueira da Foz).

## História

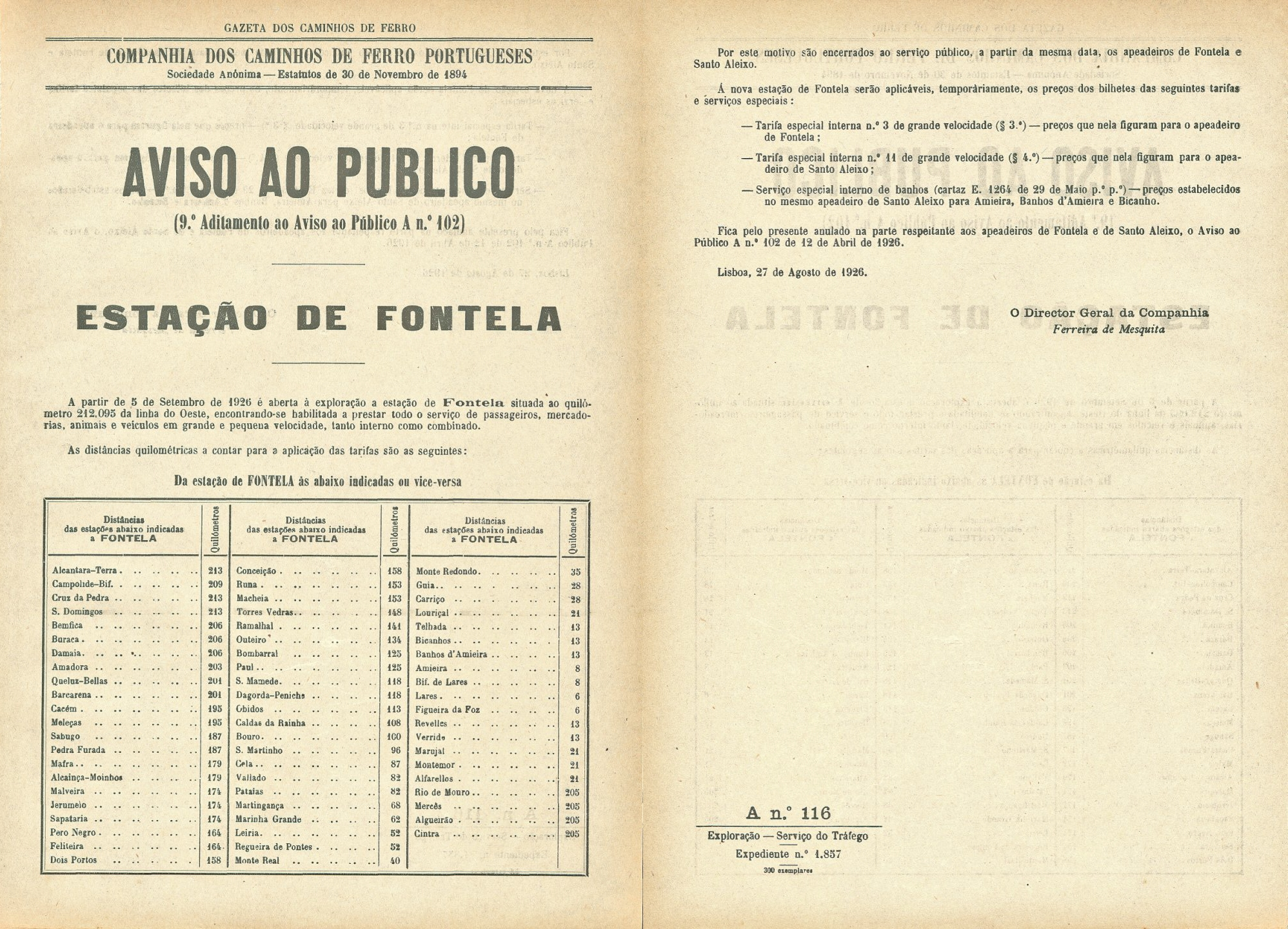
Aviso de 1926, relativo à abertura desta estação.

Esta interface situa-se no troço entre as estações de Leiria e Figueira da Foz, que abriu à exploração em 17 de Julho de 1888, pela Companhia Real dos Caminhos de Ferro Portugueses.
No entanto, não fazia parte originalmente deste troço, tendo entrado ao serviço apenas em 5 de Setembro de 1926, substituindo os apeadeiros de Fontela e Santo Aleixo, que foram encerrados. A nova estação ficou desde logo preparada para o transporte de passageiros, animais e veículos, nos regimes de Grande e Pequena Velocidades.

Um diploma do Ministério das Comunicações, publicado no Diário do Governo n.º 99, II Série, de 28 de Abril de 1955, aprovou o processo de expropriação de uma parcela de terreno, com a área de 198,60 m², situada entre os pontos quilométricos 211+862 e 211+928,20 da Linha do Oeste, do lado direito, e que se destinava às obras de expansão da estação de Fontela.